# Catherine Serebriakoff
Catherine Serebriakoff (en russe : Екатерина Борисовна Серебрякова, Ekaterina Borissovna Serebriakova) est une artiste-peintre et aquarelliste française d'origine russe, née le 28 juin 1913 à Saint-Pétersbourg, décédée à Clamart le 22 août 2014,. Exilée en France après la révolution russe, elle a pratiqué avec son frère Alexandre la rare spécialité du portrait d'intérieur, laissant un témoignage minutieux des décors dans lesquels vécut la haute société parisienne des années 1930 à 1970.

## Biographie
Quittant définitivement la Russie soviétique en 1924 avec son frère aîné, Alexandre Serebriakoff, Catherine Serebriakoff rejoint à Paris sa mère, la peintre avec des racines françaises Zinaïda Serebriakova. Avec Alexandre et pour gagner de quoi vivre, elle propose des dessins et aquarelles pour des décors de théâtre, ballets et films. La minutie et le réalisme de ces travaux leur valent à tous deux d'être remarqués par de riches amateurs, notamment Charles de Beistegui qui a l'idée faire réaliser des ensembles d'aquarelles représentant ses demeures et ses éphémères décors de fêtes et bals costumés, à l'instar des grands collectionneurs et aristocrates du XIXe siècle. Il leur commande en particulier des vues peintes de différentes pièces de son hôtel particulier de la rue de Constantine, à Paris.
Dès lors, Catherine s'inscrit dans une tradition mineure mais recherchée de la peinture russe, celle du portrait d'intérieur. À l'aquarelle ou parfois à la gouache, sur des feuilles dépassant rarement le format raisin, l'artiste détaille objet après objet, meuble après meuble, le décor d'une pièce, salon, chambre, bibliothèque, jardin d'hiver... La précision est souvent quasi photographique.
Les gouaches et aquarelles sont généralement le fruit d'une collaboration entre le frère et la sœur. Occasionnellement, elles sont signées des deux, mais plus souvent seul le nom d'Alexandre apparaît. Il décide le plus souvent de la composition générale, de l'orientation de la lumière et de l'ordonnance du mobilier, tandis que Catherine se charge des minuscules détails des ornements, tableaux, bronzes des meubles, tapisseries et objets d'art. Certains travaux des Serebriakoff, en particulier la série d'intérieurs exécutés au château de Groussay, sont considérés comme comparables aux albums royaux de la fin du XIXe siècle.
Grâce au patronage de Charles de Beistegui, les Serebriakoff sont introduits auprès d'éminents architectes et décorateurs de leur époque, tels Jean-Michel Frank, Emilio Terry, Stéphane Boudin, Georges Geffroy, Madeleine Castaing... Ils travailleront pour des commanditaires de la haute société parisienne, dont ils représenteront les lieux de vie, hôtels particuliers et châteaux : entre autres, M. et Mme Arturo Lopez-Willshaw, le duc et la duchesse de Windsor, le baron Alexis de Redé, les Rothschild, les Schneider, M. et Mme Ronald Tree à Ditchley.
Catherine Serebriakoff a également exécuté des œuvres seule, généralement des aquarelles de châteaux ou de domaines commanditées par leurs propriétaires. Son travail montre la même minutie.